# Scotopteryx kettembeili
Scotopteryx kettembeili är en fjärilsart som beskrevs av Heinrich 1923. Scotopteryx kettembeili ingår i släktet backmätare, och familjen mätare. Inga underarter finns listade.